# 哈特菲耶爾達爾
哈特菲耶爾達爾（挪威語：Hattfjelldal），是挪威諾爾蘭郡的一個市镇，行政中心为。市镇面积为2,684.32平方公里，2023年人口数量为1,278人。